# Bo Halldórsson
Bo Halldórsson (Hafnarfjörður, 16 april 1951) is een IJslands zanger. Hij is vooral bekend omwille van zijn deelname aan het Eurovisiesongfestival 1995.

## Biografie
Op z'n achttiende won Bo de IJslandse Poptrofee. Hij schreef meer dan 400 nummers en heeft 23 gouden platen. Bo werd intern verkozen door RUV om IJsland te vertegenwoordigen op het Eurovisiesongfestival 1995 in Dublin, Ierland. Met het nummer Núna legde hij beslag op de vijftiende plaats. Zijn dochter Svala Björgvinsdóttir vertegenwoordigde IJsland op het Eurovisiesongfestival 2017 in Kiev, Oekraïne. Halldórsson las dat jaar de jurypunten voor.

## Discografie
- Þó líði ár og öld (1969)
- Ég syng fyrir þig (1978)
- Jólagestir (1988)
- Allir fá þá eitthvað fallegt (1989)
- Yrkjum Ísland (smáskífa) (1994)
- Þó líði ár og öld (1994)
- Núna (1995)
- Jólagestir Björgvins 3 (1995)
- Alla leið heim (1997)
- Bestu jólalög Björgvins (1999)
- Um jólin (2000)
- Á hverju kvöldi (2000)
- Eftirlýstur (2001)
- Ég tala um þig (2002)
- Brúðarskórnir (2003)
- Duet (2003)
- Manstu það (smáskífa) (2005)
- Ár og öld (2005)
- Björgvin ásamt Sinfóníuhljómsveit Íslands & gestum (2006)
- Björgvin (2006)
- Jólagestir 4 (2007)

1986: ICY · 
1987: Halla Margrét · 
1988: Beathoven · 
1989: Daníel Ágúst · 
1990: Stjórnin · 
1991: Stefán & Eyfi · 
1992: Heart 2 Heart · 
1993: Inga · 
1994: Sigga · 
1995: Bo Halldórsson · 
1996: Anna Mjöll · 
1997: Paul Oscar · 
1999: Selma · 
2000: August & Telma · 
2001: Two Tricky · 
2003: Birgitta · 
2004: Jónsi · 
2005: Selma · 
2006: Silvia Night · 
2007: Eiríkur Hauksson · 
2008: Euroband · 
2009: Yohanna · 
2010: Hera Björk · 
2011: Sigurjón's Friends · 
2012: Gréta Salóme & Jónsi · 
2013: Eyþór Ingi Gunnlaugsson · 
2014: Pollapönk · 
2015: María Ólafsdóttir · 
2016: Gréta Salóme · 
2017: Svala · 
2018: Ari Ólafsson · 
2019: Hatari · 
2021: Daði & Gagnamagnið · 
2022: Systur · 
2023: Diljá · 
2024: Hera Björk · 
2025: Væb
- Gemeinsame Normdatei: 1061573036
- International Standard Name Identifier: 0000 0000 3853 7701
- Library of Congress Control Number: n2002107026
- MusicBrainz: 8e312f41-aa0d-4719-ac40-ebcb395a2188
- Virtual International Authority File: 46128025
- WorldCat: E39PBJkdp8B936PH6wMJ69M9Dq